# Decker (Montana)
Decker è un unincorporated area degli Stati Uniti d'America, nello stato del Montana, nella Contea di Big Horn, con 76 abitanti.